# Podolínec
Podolínec (deutsch Pudlein, ungarisch Podolin, polnisch Podoliniec, lateinisch Podolinum) ist eine Stadt in der Nordostslowakei mit 3048 Einwohnern (Stand 31. Dezember 2024), in der traditionellen Landschaft Zips (slowakisch Spiš). Es ist die zweite Stadt im Okres Stará Ľubovňa und liegt im Prešovský kraj.

## Geographie
Die Stadt befindet sich am nordöstlichen Rand des Talkessels Popradská kotlina (Teil der Podtatranská kotlina) am Fluss Poprad, nahe der Stelle, wo der Kessel die linksufrige Zipser Magura (slowakisch Spišská Magura) sowie die rechtsufrigen Leutschauer Berge trifft. Das knapp 34 km² große Stadtgebiet ist im Kessel leicht bis mäßig hügelig, in den Gebirgen teilweise tief eingeschnitten. Der Poprad nimmt im Stadtgebiet linksseitig die Bäche Hladký potok und Krížny potok sowie die rechtsseitigen Zuflüsse Holumnický potok und Lomnický potok auf. Das Stadtzentrum liegt auf einer Höhe von 572 m n.m. und ist ungefähr 17 Kilometer von jeweils Kežmarok und Stará Ľubovňa, 79 Kilometer von Prešov, 116 Kilometer von Košice sowie ungefähr 360 Kilometer von Bratislava entfernt.
Nachbargemeinden sind Veľký Lipník im Norden, Vyšné Ružbachy im Nordosten, Nižné Ružbachy im Osten, Lomnička im Südosten, Holumnica im Süden und Toporec im Südwesten, Westen und Nordwesten.

## Geschichte

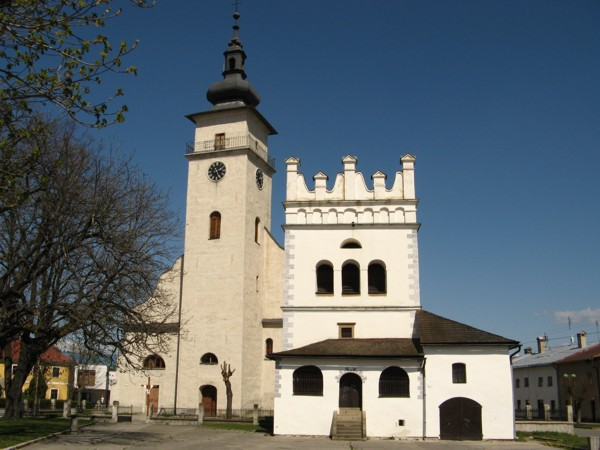
Blick auf die Kirche in der Stadt

In der Gegend gibt es spärliche Anzeichen einer Besiedlung in der Steinzeit, weitere Spuren bis zum Mittelalter sind aber kaum vorhanden.
Podolínec lag an der Nordgrenze des ehemaligen Königreichs Ungarn in der ehemaligen Zipser Gespanschaft (slowakisch Spiš) und wurde zum ersten Mal 1235 im Zusammenhang mit einem Streit zwischen dem Bistum Krakau und dem Erzbistum Gran wegen Erhebung des Zehnts in der örtlichen Marienkirche erwähnt. In der zweiten Hälfte des 13. Jahrhunderts geriet Podolínec unter polnischen Einfluss. Kunigunde, Tochter von Béla IV. und Gemahlin des Herzogs Bolesław, brachte 1272–1279 den Schultheiß Heinrich nach Podolínec und erteilte einige Rechte. 1285 und 1827 verwüsteten mongolische Heere die Stadt mit der Umgebung, wurden aber 1288 in der Nähe geschlagen. Im Jahr 1292 erhielt der Ort das Stadtrecht (nach Magdeburger Recht) und Deutsche aus Schlesien (Zipser Sachsen) siedelten sich an. Erst im frühen 14. Jahrhundert wurde die Stadt definitiv in das Königreich Ungarn eingegliedert. Pudlein war die erste Stadt in Zips, die das Stapelrecht erhielt. Zusammen mit dem Meilenrecht konnte die Stadt so einen Teil des Handels zwischen Ungarn und Polen kontrollieren. Um 1400 gründeten Pudleins Schuster die ersten Zunftordnung der Zips.

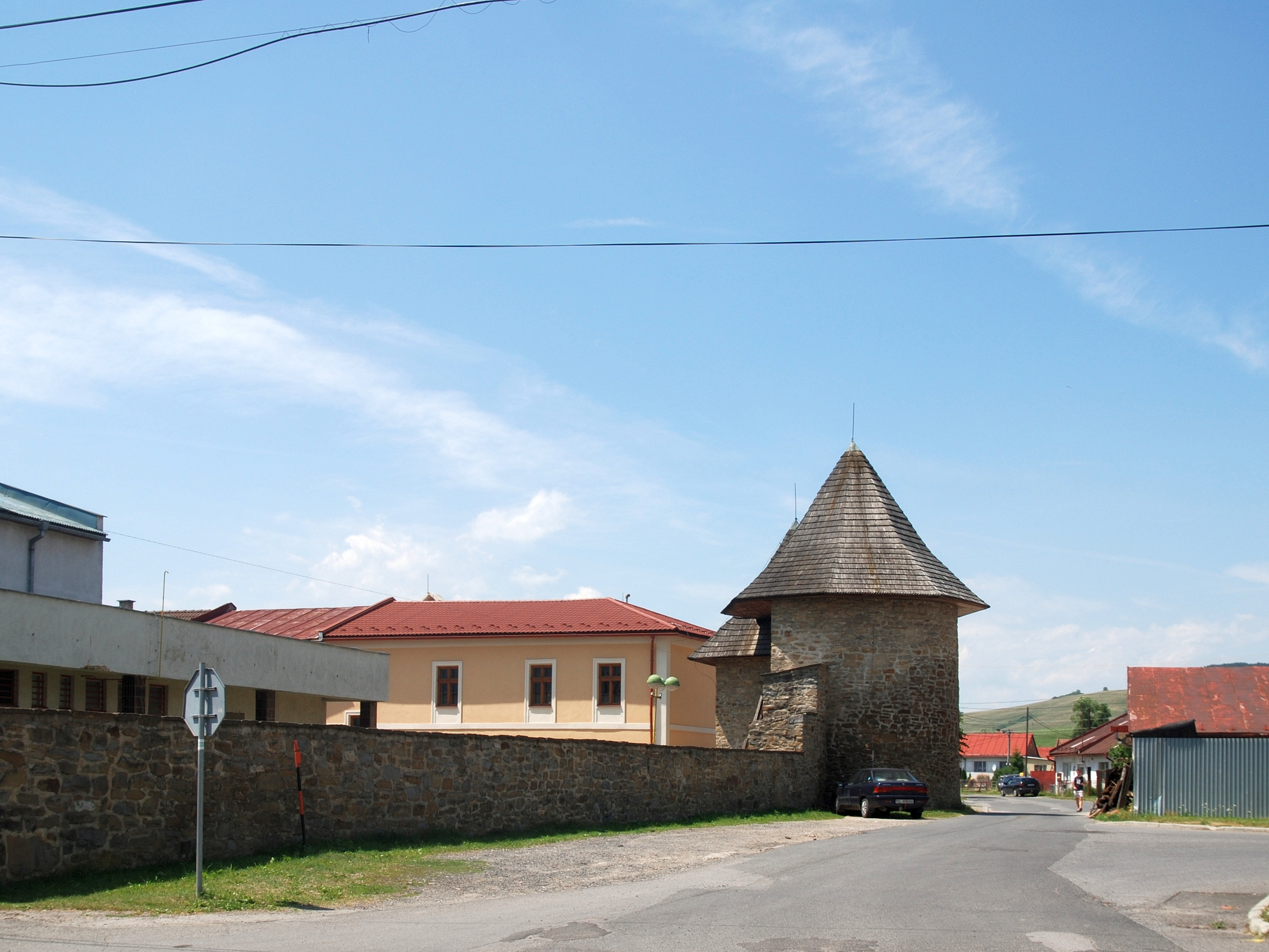
Reste der Stadtbefestigung

Podolínec bekam eine Stadtbefestigung, die heute noch an mehreren Stellen erhalten ist, und wurde das strategische Zentrum des Gebietes mit Stadtcharakter. Am 7. Juni 1412 wurde Pudlein von Sigismund von Luxemburg zur freien königlichen Stadt erhoben, wurde aber am 7. November 1412 zusammen mit 15 anderen Zipser Städten an Polen verpfändet. 1441 konnte die Stadt einen hussitischen Angriff von Johann Giskra erfolgreich abwehren. Vom 16. bis zum 18. Jahrhundert war Pudlein eine rege Handels- und Handwerkerstadt. Unter anderen waren Zünfte der Töpfer, Schmiede, Lederer, Weber sowie der Messerschmiede und Schwertfeger. Sie hatte das Recht, donnerstags einen Wochenmarkt zu veranstalten. Anders als in der Mehrheit der Zips konnte die Reformation in der Stadt kaum Fuß fassen. 1642 wurde ein Piaristenkloster gegründet und kurz darauf auch das Gymnasium, das als Gegenstück zum evangelischen Lyzeum in Kesmark fungierte und bis 1919 bestand. Nach der Rückgliederung in das Königreich Ungarn als Folge der ersten Teilung Polens im Jahr 1772 blieb Pudlein nur bis 1778 eine königliche Freistadt, danach wurde sie mit begrenzten Rechten in die Provinz der 16 Zipser Städte eingegliedert. Die Selbstverwaltung wurde 1876 mit der Eingliederung dieser Provinz in das Komitat Zips aufgehoben. Ab Mitte des 18. Jahrhunderts stagnierte die Stadt wirtschaftlich, die industrielle Revolution hinterließ nur wenige Spuren. 1893 wurde sie an die Popradtalbahn als deren Endpunkt angeschlossen (die Fortsetzung nach Orlov mit Anschluss Richtung Polen wurde erst in den 1960er Jahren fertiggestellt). In der Folgezeit entstanden kleinere Industriebetriebe, darunter eine Säge und ein mechanisierter Webereibetrieb. 
Bis 1918 gehörte die Stadt im Komitat Zips zum Königreich Ungarn und kam danach zur neu entstandenen Tschechoslowakei beziehungsweise heute Slowakei. Die Stadt bildete bis 1945 eine deutsche Sprachinsel, als die Deutschen der Region zum größten Teil vertrieben wurden.

### Ortsname
Der Stadtname, in dieser Form zum ersten Mal 1256 als Podolyn aufgeführt, bedeutet etwa „Ort im Tal“ oder anders ausgedrückt „Ort zwischen den Bergen“ (vgl. die Etymologie der historischen Region Podolien) und bezieht sich wahrscheinlich auf die Lage als erste Siedlung im Tal des Poprad nach der Durchquerung (flussaufwärts) des Durchbruchstals Ružbašská brána.

## Bevölkerung
Ergebnisse nach der Volkszählung 2001 (3173 Einwohner):
| Nach Ethnie: - 94,71 % Slowaken - 4,00 % Roma - 0,25 % Tschechen | Nach Konfession: - 90,89 % römisch-katholisch - 2,84 % griechisch-katholisch - 2,24 % evangelisch - 2,14 % konfessionslos |

| Jahr:                | 1994. | 2004.   | 2014.   | 2024.   |
| -------------------- | ----- | ------- | ------- | ------- |
| Anzahl der Personen: | 3114  | 3172    | 3202    | 3048    |
| Unterschied:         |       | +1,86 % | +0,94 % | -4,80 % |

| Jahr:                | 2023. | 2024.   |
| -------------------- | ----- | ------- |
| Anzahl der Personen: | 3055  | 3048    |
| Unterschied:         |       | -0,22 % |

## Stadtarchitektur

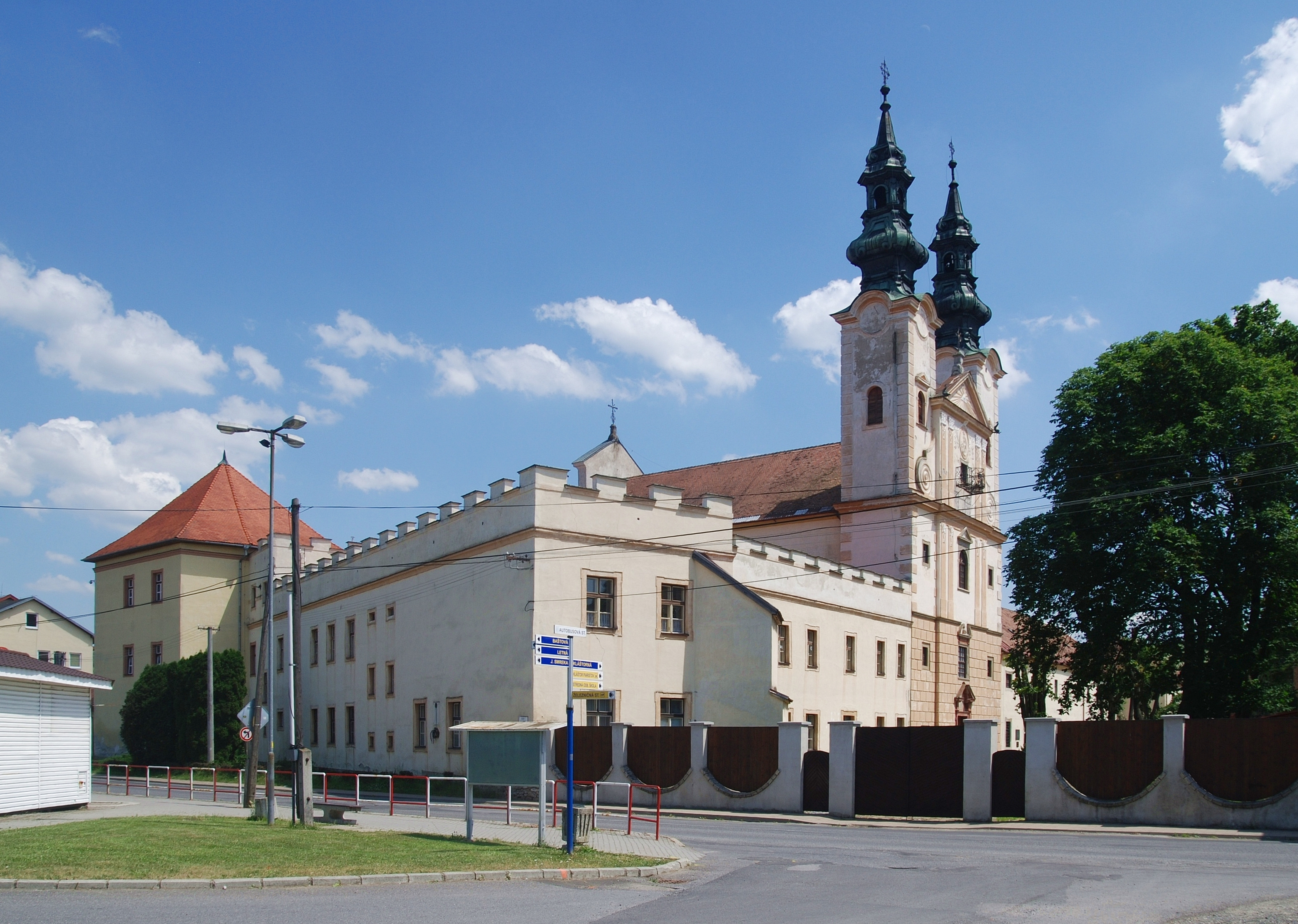
Piaristenkloster und Klosterkirche

Die Altstadt von Podolínec wurde 1991 zum städtischen Denkmalreservat erklärt. Deren Kern bildet der zu einem Dreieck verbreitete Marktplatz (heutiger slowakischer Name Mariánske námestie) mit historischen Bürgerhäusern. Von der einstigen Stadtbefestigung sind kleinere Teilstücke erhalten, die Stadttore verschwanden im 19. Jahrhundert. 
Das bedeutendste Gebäude am Marktplatz ist die römisch-katholische Pfarrkirche St. Anna aus dem Ende des 13. Jahrhunderts, die in der Renaissance und vor allem nach einem Brand im Jahr 1684 wesentlich umgebaut wurde. Der einschiffige Bau erhielt im 18. Jahrhundert zwei seitenschiffartige Kapellen. Nach dem Erdbeben von 1789 wurde die Kirche im klassizistischen Stil neu gestaltet. Gleich neben der Kirche steht der Renaissance-Glockenturm aus dem Jahr 1659 mit einer zweiteiligen Attika. Östlich des Marktplatzes steht das Piaristenkloster und die Klosterkirche im Barockstil. Das Rathaus am westlichen Rand des Marktplatzes, genannt Ratúš, entstand durch Umbau eines Gebäudes, das früher Bestandteil der nicht mehr existierenden Stadtburg war. Im städtischen Friedhof steht die Kapelle St. Anna mit einem romanischen Kern (Apsis) aus dem 13. Jahrhundert. An die einstige jüdische Gemeinde erinnert nur ein alter jüdischer Friedhof am jenseitigen Ufer des Poprad, die Synagoge wurde 1988 abgebrochen.

## Verkehr
Durch die Stadt verläuft die Cesta I. triedy 77 („Straße 1. Ordnung“) von Spišská Belá nach Stará Ľubovňa. Es bestehen regelmäßige lokale Zugverbindungen von Poprad-Tatry nach Stará Ľubovňa an der Kursbuchstrecke Poprad-Tatry–Plaveč (Nr. 185). Es gibt einen kleinen Busbahnhof östlich der Altstadt.